# Treasure (Unternehmen)
Die K.K. Treasure (jap. 株式会社トレジャー, Kabushiki-gaisha Toreshā, engl. Treasure Co., Ltd.) ist ein japanischer Videospielentwickler, der am 19. Juni 1992 von früheren Konami-Mitarbeitern gegründet wurde.

## Geschichte

### Vor der Gründung
Der Kern der Gründungsmitglieder entstammte verschiedenen Entwicklerteams von Konami Tokyo; dazu gehörte auch das Team, das das NES- und Arcade-Spiel Bucky O'Hare entwickelt hatte. Folgende Personen waren Arcade-Entwickler: Hiroshi Iuchi (Director), Norio Hanzawa (Musik) und Tetsuhiko Kikuchi (Charakterdesign). An der NES-Version waren folgende beteiligt: Masato Maegawa (Firmenpräsident und Gründer), Kaname Shindō (Grafikdesign), Hideyuki Suganami (Programmierung) und Kōichi Kimura (Grafikdesign).

### Nach der Gründung
Treasure ist für die Entwicklung von Actionspielen mit ausgefallenem Gameplay bekannt. Meist werden die grundlegenden Genreelemente übernommen und die Spiel- oder Steuermechanismen um Neuerungen ergänzt sowie neue oder veränderte Elemente ins Leveldesign eingearbeitet. Sie sind bekannt für die Boss-Levels, die meist im Mittelpunkt des Spiels stehen. Auf älteren Plattformen bestanden die Endgegner aus mehreren großen beweglichen Sprites.

## Spiele von Treasure
- Arcade
  - Ikaruga (斑鳩) (2001, Treasure)
  - Radiant Silvergun (1998, Treasure)
- Sega Mega Drive
  - McDonald’s Treasure Land Adventure (1993, Sega)
  - Gunstar Heroes (1993, Sega)
  - Dynamite Headdy (1994, Sega)
  - Yū Yū Hakusho Makyo Toitsusen (幽☆遊☆白書 魔強統一戦) (1994, Sega)
  - Alien Soldier (1995, Sega)
  - Light Crusader (1995, Sega)
- Sega Saturn
  - Guardian Heroes (1996, Sega)
  - Silhouette Mirage (1997, ESP)
  - Radiant Silvergun (1998, ESP)
- Sega Dreamcast
  - Bangai-O (1999, ESP)
  - Ikaruga (2002, ESP)
- Sega Game Gear
  - Gunstar Heroes (1993, Sega)
  - Dynamite Headdy (1994, Sega)
- Nintendo 64
  - Mischief Makers (ゆけゆけ！トラブルメーカーズ, yuke-yuke! Trouble Makers) (1997, Enix)
  - Bakuretsu Muteki Bangai-O (爆裂無敵バンガイオー) (1999, ESP)
  - Sin and Punishment (罪と罰, tsumi to batsu) (2000, Nintendo)
- Nintendo GameCube
  - Ikaruga (2003, Atari)
  - Wario World (2003, Nintendo)
- Nintendo Game Boy Advance
  - Hajime no Ippo: The Fighting
  - Tiny Toon Adventures: Scary Dreams (auch Tiny Toons: Buster's Bad Dream)
  - Astro Boy: Omega Factor (2004, in Zusammenarbeit mit Sega, Hitmaker)
  - Advance Guardian Heroes (2004, Ubisoft)
  - Gunstar Future Heroes (2005, auch Gunstar Super Heroes)
- Nintendo DS
  - Bangai-O Spirits (2008)
- Sony PlayStation
  - Silhouette Mirage (1998, ESP)
  - Rakugaki Showtime (1999, Enix)
- Sony PlayStation 2
  - Silpheed: The Lost Planet (2000, Capcom)
  - Stretch Panic (auch Freak Out) (ひっぱリンダ, hippa linda) (2001, Kadokawa Shoten)
  - Tiny Toons Adventures: Defenders of the Looniverse (unreleased)
  - Gradius V (2004, Konami)
- Nintendo Wii
  - Sin and Punishment Successor of the Skies (2010, Nintendo)
- Nintendo 3DS
  - Unbetiteltes Exklusiv-Actionspiel[1]